# Xaintrailles
Xaintrailles – miejscowość i gmina we Francji, w regionie Nowa Akwitania, w departamencie Lot i Garonna.
Według danych na rok 1990 gminę zamieszkiwało 410 osób, a gęstość zaludnienia wynosiła 40 osób/km² (wśród 2290 gmin Akwitanii Xaintrailles plasuje się na 782. miejscu pod względem liczby ludności, natomiast pod względem powierzchni na miejscu 1046.).